# Файзов, Ильдус Ахметович
Ильдус Ахметович Файзов (тат. Илдус Әхмәт улы Фәиз, 29 января 1963, Большие Тарханы, Татарская АССР) — российский священнослужитель, муфтий, председатель Духовного управления мусульман республики Татарстан (2011—2013).

## Биография
Ильдус Файзов родился в селе Большие Тарханы Тетюшского района Татарстана. В 1982—1984 годах служил в Советской армии. После службы поступил в Казанское театральное училище и с 1989 года работал в Казанском драматическом театре им. К. Тинчурина.
С 1998 по 2001 годы учился в медресе им. 1000 летия принятия ислама. В 2001 году прошёл курсы арабского языка в университете города Аз-Зарка в Иордании. В 2002 году прошёл курсы изучения хадисов в Дохе (Катар). С 2002 года являлся имамом мечети «Булгар» в Казани. Работал начальником отдела пропаганды духовного управления мусульман Татарстана. 13 апреля 2011 года был избран муфтием Духовного управления мусульман Татарстана.

## Покушение
19 июля 2012 года около 10 часов утра неизвестный в подъезде жилого дома в Казани, несколько раз выстрелил в заместителя Файзова Валиуллу Якупова. Тому удалось дойти до служебной машины, и уже там он скончался от потери крови. Примерно через час произошёл взрыв под пассажирским сиденьем в машине, которой управлял Ильдус Файзов. Взрывом его выбросило из машины. В тяжёлом состоянии с переломом голеностопного
сустава он был доставлен в больницу, где ему срочно была проведена операция.
24 июля 2012 года выписан из больницы. 24 августа Указом Президента России В. Путина награждён орденом Дружбы.
6 марта 2013 года по состоянию здоровья был вынужден подать в отставку.
17 апреля 2013 года новым муфтием республики Татарстан был единогласно избран хазрат Камиль Самигуллин.

### Предположения и версии
Покушение на Ильдуса-хазрата и убийство Валиуллы-хазрата следствие связывает с его профессиональной деятельностью. Эту версию разделяют некоторые эксперты. Так руководитель Центра региональных исследований Раис Сулейманов утверждает следующее: «Он был ярким представителем традиционного течения ислама и постоянно наносил удар по радикальным мусульманам, число которых в Татарстане за последние годы значительно увеличилось». Журналист Максим Шевченко считает виновниками криминальными сообществами Татарстана и маловероятным причастность к убийству каких-либо экстремистских подполий, ввиду необходимости особой профессиональной подготовки: «Трудно представить, что в Казани может возникнуть какая-то экстремистская группа, которая организует столь высокопрофессиональный двойной теракт. И при этом данная группа не будет находиться под контролем спецслужб. Подобную акцию непрофессионалы просто не в состоянии сделать».
Религиовед и исследователь ислама Р. А. Силантьев считает, что произошедшее в Казани «мы предсказывали давно — это начало тотальной войны против проповедников традиционного ислама», поскольку «два года назад в Татарстане практически уже была создана „дагестанская ситуация“. Появилось террористическое подполье, начались боестолкновения. Но нынешний глава Духовного управления мусульман республики Илдус Файзов и его бывший заместитель Валиулла Якупов — ярый сторонник борьбы с ваххабизмом — при помощи властей смогли эту ситуацию развернуть. Им не простили того, что они фактически спасли Татарстан от „дагестанского сценария“ и уберегли от террористической войны.»
Некоторые новостные агентства не исключают причастность к убийству спецслужб. Такую же точку зрения высказал Гейдар Джемаль.
Председатель Пермского муфтията ЦДУМ России муфтий М. Р. Хузин считает, что «это след ваххабитов», потому что Илдус-хазрат вместе с Валиуллой-хазратом «пытался установить контроль над последним оплотом ваххабизма в Татарстане — мечетью Кул Шариф. Ваххабиты пригрозили устроить массовые беспорядки…»